# Grupo Imagen
Grupo Imagen ist ein mexikanisches Medienunternehmen mit Sitz in Mexiko-Stadt und Teil der Grupo Empresarial Ángeles.
Seine Inhalte sind Fernsehen, Radio, Internet und Zeitungen, mit einer hohen Reichweite in Mexiko, es hat mehrere angeschlossene Radiosender in Mexiko, den Vereinigten Staaten und Europa, seine Hauptkonkurrenten sind Grupo Televisa und TV Azteca.

## Geschichte
Im Juni 1936 ging der Radiosender XEDA-AM auf Sendung, 1962 der später von José Luis Fernández Soto gekauft wurde, um später die Grupo Imagen de Comunicaciones zu gründen. 1963 kauften sie den XELA-AM- und FM-Sender von Radio Metropolitana. XELA-FM der 1980er Jahre würde zu „Dial FM“ (XHDL-FM) werden und sein Format würde sich jetzt als „Radioactivo“ zu Rock-Format ändern, in den 1990er Jahren wurde XEDA an Radio S.A. verkauft und dann eine Allianz mit MVS Radio unterzeichnet, die 2001 enden würde, es würde ein neues XEDA neu starten und 2002 würde es das Format in XELA auf das Sportformat ändern, jetzt als XEITE-AM (später würde er es verkaufen), im Jahr 2004 würde es das Musikformat in XHDL eliminieren und es in das Nachrichtenformat als „Reporte 98.5“ ändern.
2003 würde es von Olegario Vázquez Aldir von Grupo Empresarial Ángeles für 50 Millionen Dollar gekauft, es würde den Fernsehkanal 28 (XHRAE-TV) kaufen und es würde XHTRES-TV „Cadenatres“ werden, 2006 würde es die Excélsior-Zeitung kaufen für 500 Millionen Pesos, dieser Kanal würde bis 2015 bestehen bleiben, wenn er durch „Imagen Televisión“ ersetzt würde, das dem Kanal 3 des offenen und kostenpflichtigen Fernsehens zugewiesen wird.

## Geschäft

### Radiosender
Eigene Radiosender
- XEDA-FM 90.5 (Mexiko-Stadt)
- XHKOK-FM 88.9 (Acapulco, Guerrero)
- XHQOO-FM 90.7 (Cancún, Quintana Roo)
- XHCHI-FM 97.3 (Chihuahua, Chihuahua)
- XHCC-FM 89.3 (Colima, Colima)
- XHSC-FM 93.9 (Guadalajara, Jalisco)
- XHHLL-FM 90.7 (Hermosillo, Sonora)
- XHCMS-FM 105.5 (Mexicali, Baja California)
- XHPCPG-FM 98.1 (Chilpancingo, Guerrero)
- XHMN-FM 107.7 (Monterrey, Nuevo León)
- XHTLN-FM 94.1 (Nuevo Laredo, Tamaulipas)
- XHOLA-FM 105.1 (Puebla, Puebla)
- XHOZ-FM 94.1 (Santiago de Querétaro, Querétaro)
- XHRP-FM 94.7 (Saltillo, Coahuila)
- XHEPO-FM 103.7 (San Luis Potosí, San Luis Potosí)
- XHMIG-FM 105.9 (San Miguel de Allende, Guanajuato)
- XHMDR-FM 103.1 (Tampico, Tamaulipas)
- XHLTN-FM 104.5 (Tijuana, Baja California)
- XHEN-FM 100.3 (Torreón, Coahuila)
- XHQRV-FM 92.5 (Veracruz, Veracruz)

Angeschlossene Radiosender
- XHSOS-FM 97.3 / XHSOS-AM 730 – La Ranchera (Agua Prieta, Sonora)
- XHJK-FM 102.1 – Romántica (Ciudad Delicias, Chihuahua)
- XHCJZ-FM 105.1 – Ke Buena (Ciudad Jiménez, Chihuahua)
- Radio NET 1490 (Ciudad Juárez, Chihuahua)
- XHCV-FM 98.1 – La Gran Compañía (Ciudad Valles, San Luis Potosí)
- XHFL-FM 90.7 – FL (Guanajuato, Guanajuato)
- XHNH-FM 95.1 – Stereo 95 (Irapuato, Guanajuato)
- XHOI-FM 92.3 – BLU FM (León, Guanajuato)
- XHO-FM 93.5 – NotiGape (Matamoros, Tamaulipas)
- XHWD-FM 95.9 / XEWD-AM 1430 – La Pistolera (Miguel Alemán, Tamaulipas)
- XHEOQ-FM 91.7 – NotiGape (Reynosa, Tamaulipas)
- XHEPC-FM 89.9 – Sonido Estrella (Zacatecas, Zacatecas)
- XHEZM-FM 103.9 – La Zamorana (Zamora de Hidalgo, Michoacán)

### Fernsehsender
- Cadenatres (2008–2015)
- Imagen Televisión (Hauptfernsehsender)
- Excélsior TV (Nachrichtensender)

### Zeitung
Excélsior, Die Zeitung wurde 2006 erworben und ist die zweitälteste Zeitung in Mexiko-Stadt.

### Internet
2012 verbündete sich Imagen mit InventMx und 2016 mit The Huffington Post, um HuffPost Mexico zu starten. 2019 wurde die Website geschlossen und aus diesem Grund durch Imagen Digital ersetzt.

## Tochterunternehmen
Zu Grupo Imagen gehören folgende Tochterunternehmen:
- Querétaro F.C. (Es wurde im Mai 2014 gekauft,[5] nachdem der Vorbesitzer wegen Betrugs aufgedeckt worden war)[6]
- Cimarrones de Sonora (30 %)